# Brno-Jundrov
Brno-Jundrov – jedna z 29 części miasta Brna o powierzchni 415 ha. Położona na prawym brzegu Svratki.